# Кардиопулмонална реанимација
Смјернице кардиопулмоналне реанимације су утврђене у многим земљама и представљају полазишну тачку примјене строго утврђених и провјерених метода приликом оживљавања особа. Ове смјернице представљају обавезу за медицинаре и имају своју тежину у евентуалном судском поступку.
Главни циљ спасилаца је хитно и сигурно поновно успостављање беспрекорне функције дисања и крвотока, као и брза анализа срчаног ритма што се на тај начин код тахикардних поремећаја ритма омогућава рана примјена дефибрилатора.
Када дође до прекида крвотока услијед поремећаја срчаног ритма након десетак секунди наступи губитак свијести, који је након тридесетак секунди праћен престанком дисања. Након 60 секунди од прекида циркулације проширују се пупиле као знак централне хипоксије. После 180 секунди (3 мин.) наступају прва оштећења централног нервног система, која послије 4 мин. постају иреверзибилна (трајно оштећење).
Ако се са реанимацијом започне у прва три мунута постоји шанса оживљавања од око 75%. Почетак реанимације у прва 4 мин. пружа могућност успјеха тек у око 50% случајева, док послије 5 мин. коефицијент успјеха драстично опада.
За утврђивање момента почетка реанимације довољно је констатовати несвјестицу и прекид дисања. За провјеру пулса на артеријама које су ближе срцу (Артериа царотис-на врату и Артериа феморалис-препоне) треба изгубити максимално 10 секунди, и од лаика се провјера пулса не очекује.
Као прва реакција у реанимацији (БЛС-басиц лифе суппорт) је позивање Службе хитне медицинске помоћи дотичног региона (Пхоне фирст). Потом се пацијент положи на леђа са евентуално тврђом подлогом и услиједи реанимација 30:2 (30 масажа срца, потом 2 дисања) без обзира да ли реанимацију спроводи једна или више особа. Брзина масаже срца износи око 100/мин.
Техника дисања се изводи методом уста на уста (или нос) или примјеном одговарајуће маске или тубуса. Да би ваздух уопште доспио до плућа потребно је пацијенту евентуално ослободити дисајне путеве од страног садржаја (протезе обавезно одстранити), забацити главу уназад (опрез код сумње на прелом вратних пршљенова) и подићи доњу вилицу навише хватајући прстима углове доње вилице а палчевима отварати уста (Есмарцхова метода). Тиме се омогућава отварање дисајних путева и затварање једњака. Водити рачуна да језик не запада у грло, ев. га фиксирати или још боље примијенити ждрелне тубусе одговарајуће величине (Гуедел тубус), који се фиксира за лице пацијента и спречава западање језика.
Масажа срца се изводи обема рукама које се не смију савијати у лактовима, шаке се ставе једна преко друге у доњој трећини грудне кости (ставити длан шаке на око 2 попречна кажипрста од доњег врха грудне кости). Притисак на грудни кош (грудну кост) треба да буде довољно интензиван, одлучан и брз са вертикалним смјером према кичменом стубу. Дубина притиска око 4-5 cm.
Технике као што су јак и одсечан ударац песницом у предсрчани предео (тиме се конвертује механичка енергија у електричну стварањем импулса који може прекинути валове фибрилације, вентрикуларну тахикардију или асистолију), побољшање волумена течности, подизање ногу, представљају изузетак у реанимацији одраслих и не смију значити одлагање правовременог почетка примјене метода класичне кардиопулмоналне реанимације (у нејасним случајевима код онесвијешћених и код сумње на напад гушења примијенити само компресију грудног коша).
Масажа срца може довести до појаве компликација:
- Повреде грудног коша и његових органа 
  1. Прелом ребара
  2. Прелом грудне кости
  3. Пнеумоторакс
  4. Контузија срца
- Повреде трбушних органа 
  1. Руптура јетре
  2. Руптура слезене
  3. Руптура желуца

Појава компликација се не може у потпуности искључити чак и код адекватног извођења реанимације.
Код располагања дефибрилатора почиње фаза проширене кардиопулмоналне реанимације (АЦЛС-адвансед цардиац лифе суппорт). На основу очитаног ЕКГ-а помоћу дефибрилатора (или већ прикопчаног ЕКГ-апарата) утврђују се електрична дешавања срца и тиме алгоритам на основу кога се доноси одлука о примјени дефибрилатора.
Послије евентуалне примјене дефибрилатора наставља се започетом техником реанимације најмање 6-8 секвенци (6-8 пута по 15:2, потом ев. поновна дефибрилација). Уз праћење електричних промјена на ЕКГ-у путем мониторинга или дефибрилатора одлучује се реаниматор на даље поступке.
У даљем току реанимације по потреби укључују се лијекови у првом реду Адреналин á 1mg интравенски (1 амп. Адреналина плус 9ml Сол. NaCl 0,9% или Aqua redestillata) свака 2-3 минута.
Код асистолије може се после адреналина дати Атропин у једној дози од 3mg (доза за коју се сматра да доводи до потпуног засићења свих рецептора преко којих дјелује атропин). Атропин се припрема као и адреналин са истим односом лијека према разблажењу: 0,1мг/мл готове солуције (1 амп. од 1mg атропина плус 9 ml разблажења или 1 амп. од 0,5mg атропина плус 4ml разблажења).
Ако нема венског пута припремљени адреналин (како је већ описано) се може аплицирати у трострукој дози ендотрахеално (ако је извршена ендотрахеална интубација).
Антиаритмици се у првој фази реанимације ријетко употребљавају. Код постављене индикације показао се Амјодарон као врло успјешан.
Пуферски раствори (због развоја метаболичке ацидозе) као Натријум-бикарбонат се преклинички врло ријетко и критички примјењују због чињенице да нпр. апликација Натријум-бикарбоната неутралише дејство адреналина.
Према новијим схватањима хитна стања срчаног и можданог поријекла добила су исти временски приоритет. Код реанимације кардијално ризичних пацијената успјех и прогноза зависе од временског размака од акутног догађаја до почетка примјене реанимације.
Чести узроци застоја срчаног рада могу бити:

### 4 x Х
- Хипоксија
- Хиповолемија
- Хипер/хипокалемија, Хипер/хипокалцемија, ацидоза
- Хипотермија

### 4 x Т
- Тампонада срца
- Токсини-Интоксикација
- Тромбоемболија
- Тензиони пнеумоторакс

|  | Молимо Вас, обратите пажњу на важно упозорење у вези са темама из области медицине (здравља). |